# Alena Lemmer
Alena Lemmer (* 16. Mai 1997 in Kassel) ist eine deutsche Tischtennisspielerin. Sie spielte von 2014 bis 2017 in der 1. Tischtennis-Bundesliga bei TUSEM Essen.

## Sportliche Erfolge
Alena Lemmer begann ihre Karriere beim Verein GSV Eintracht Baunatal. Mit dessen Damenmannschaft erreichte sie in der Saison 2013/14 in der 2. Bundesliga Nord den zweiten Platz. Daraufhin wechselte sie zu TUSEM Essen. 2017 begann sie ein Studium und wechselte zum TSV Langstadt 1909 in die 2. Bundesliga, mit dem 2018 der Aufstieg in die 1. BL gelang.
Sie wurde 2012 Europameisterin im Schülerinnen Einzel und Deutsche Meisterin im Schülerinnen Einzel und Doppel (mit Yuan Wan) 2012. Zudem wurde sie 2014 Zweite bei den Mädchen Europameisterschaften mit der Mannschaft. Bei den deutschen Ranglistenturnieren DTTB Top 12 der Mädchen wurde sie 2011, 2012 und 2015 Erste.
2013 und 2024 wurde Alena Lemmer Hessenmeister im Einzel bei den Erwachsenen, 2024 zudem auch in Doppel (mit Janina Kämmerer) und Mixed (mit Patrick Nicklas).

## Verlauf der Position in der Weltrangliste

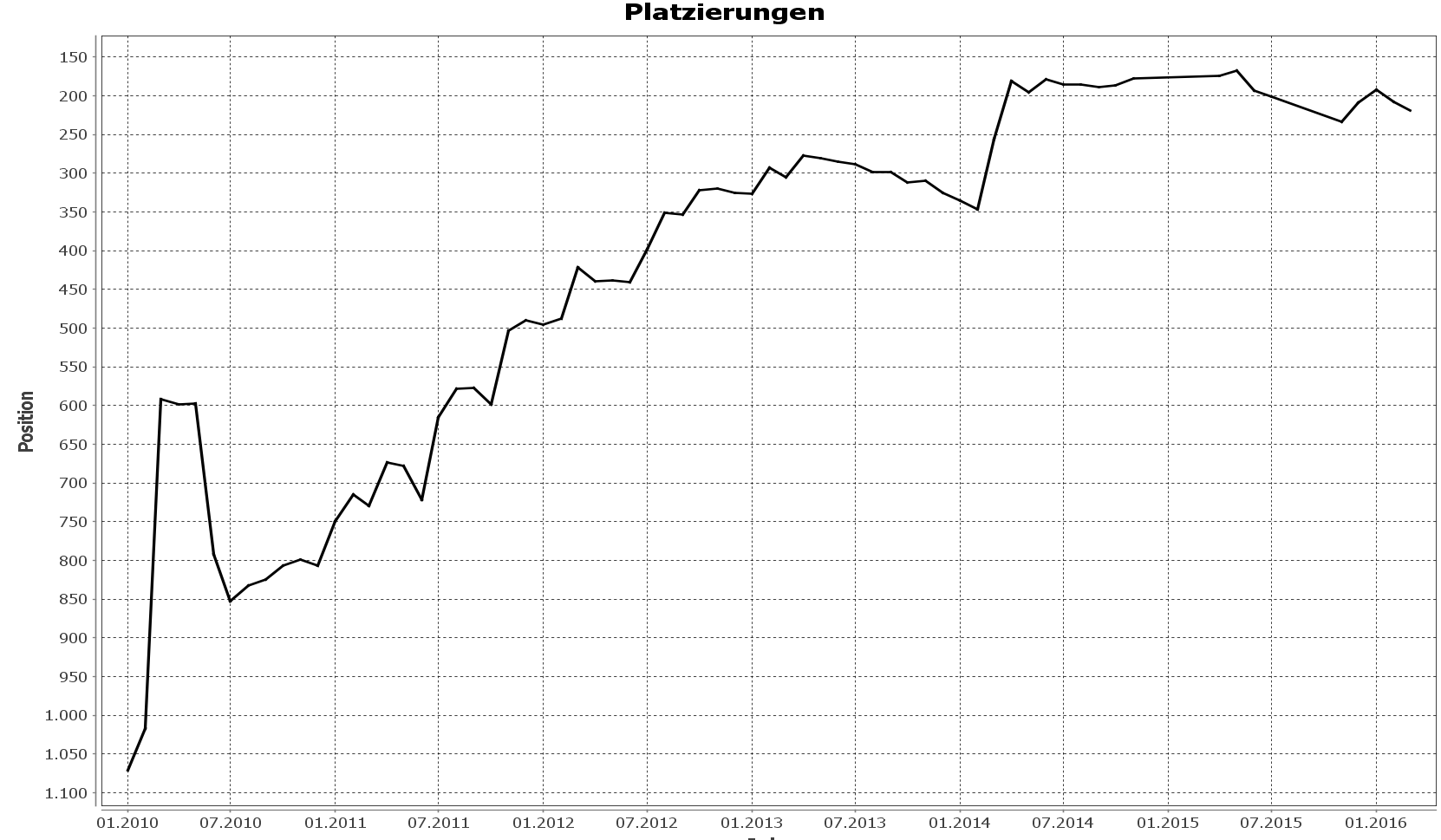

## Turnierergebnisse
| Verband | Veranstaltung        | Jahr | Ort          | Land | Einzel    | Doppel | Mixed | Team |
| ------- | -------------------- | ---- | ------------ | ---- | --------- | ------ | ----- | ---- |
| GER     | World Junior Circuit | 2014 | Metz         | FRA  | letzte 8  |        |       |      |
| GER     | World Junior Circuit | 2014 | Władysławowo | POL  | Silber    |        |       |      |
| GER     | World Junior Circuit | 2013 | Metz         | FRA  | letzte 8  |        |       |      |
| GER     | World Junior Circuit | 2012 | Tata         | HUN  | letzte 8  |        |       |      |
| GER     | Pro Tour             | 2015 | Almería      | ESP  | letzte 64 |        |       |      |
| GER     | Pro Tour             | 2013 | Almería      | ESP  | letzte 32 |        |       |      |
| GER     | Pro Tour             | 2012 | Antwerpen    | BEL  | letzte 4  |        |       |      |